# Matt Cvetic
Matt Cvetic, né le 4 mars 1909 à Pittsburgh de parents slovènes et mort le 26 juillet 1962, a été un agent du FBI chargé d'infiltrer la branche locale de Pittsburgh du parti communiste américain dans les années 1940.
À la fin de ses études, il commence à travailler dans un bureau de recrutement. Du fait de son emploi lui permettant d'avoir accès à des dossiers de partisans communistes, et de sa connaissance des langues slaves, il est approché par le FBI. C'est à partir de 1941 qu'il travaillera pour eux en tant qu'informateur.
À partir de février 1943, il est infiltré dans la branche locale de Pittsburgh du parti communiste américain. À l'exception de ses supérieurs hiérarchiques, personne ne sait qu'il mène une double vie. Durant toutes les années 1940, sa femme est ses deux fils jumeaux, Matt Jr et Richard, ne se douteront jamais qu'il travaille pour le FBI.
En 1950, ne supportant plus le stress de sa situation, il révèle publiquement son travail d'informateur. Il perd alors sa femme et ses amis qui sont intimement convaincus qu'il est réellement communiste. Finalement, il est reconnu comme n'étant pas communiste après son témoignage devant le House Un-American Activities Committee.
Matt Cvetic écrira plus tard un livre autobiographique intitulé I Was a Communist for the FBI.
Il a également été le sujet d'une série d'histoires parues dans le journal le Saturday Evening Post, d'une série d'épisodes radiodiffusés ainsi que d'une fiction/documentaire.